# Hiroki Sakai
Hiroki Sakai (japonsky: 酒井 宏樹; * 12. dubna 1990) je japonský fotbalista hrající na postu pravého obránce, který od roku 2016 působí ve francouzském klubu Olympique de Marseille.

## Klubová kariéra

### Kašiwa Reysol
S kariérou začal v japonském klubu Kašiwa Reysol.

### Mogi Mirim ES (hostování)
V létě 2009 byl vyslán na hostování do brazilského Mogi Mirim, kde strávil 4 měsíce.

### Kašiwa Reysol (návrat)
Za Kašiwu debutoval v roce 2010, tento rok dokázali postoupit do J1 League. V sezóně 2011/12 byl zvolen jako nováček roku a patřil do výběru nejlepší jedenáctky J1 League.

### Hannover 96
V roce 2012 přestoupil za 1,2 milionu eur do německého klubu Hannover 96, kde podepsal čtyřletou smlouvu. Svůj první gól vstřelil 3. listopadu 2013 v zápasu proti Werderu Brémy.

### Olympique de Marseille
V létě 2016 podepsal smlouvu s francouzským klubem Olympique de Marseille.

## Statistiky
| Japonsko | Japonsko | Japonsko |
| Roky     | Záp.     | Góly     |
| -------- | -------- | -------- |
| 2012     | 7        | 0        |
| 2013     | 7        | 0        |
| 2014     | 5        | 0        |
| 2015     | 6        | 0        |
| 2016     | 7        | 0        |
| 2017     | 9        | 0        |
| 2018     | 8        | 1        |
| 2019     | 12       | 0        |
| Celkem   | 61       | 1        |